# Campeonato Asiático de Atletismo de 2013 - 100 m com barreiras feminino
A prova dos 100 metros com barreiras feminino do Campeonato Asiático de Atletismo de 2013 foi disputada entre os dias 4  e 5 de julho de 2013 no Shree Shiv Chhatrapati Sports Complex em Pune, na Índia. 

## Recordes
Antes desta competição, os recordes mundiais e do campeonato nesta prova eram os seguintes:
|                       | Nome             | Nacionalidade | Tempo  | Local        | Data                 |
| --------------------- | ---------------- | ------------- | ------ | ------------ | -------------------- |
| Recorde mundial       | Yordanka Donkova | Bulgária      | 12s 21 | Stara Zagora | 20 de agosto de 1988 |
| Recorde do campeonato | Su Yiping        | China         | 12s 99 | Jacarta      | 2000                 |
| Recorde asiático      | Olga Shishigina  | Cazaquistão   | 12s 44 | Lucerna      | 27 de junho de 1995  |

## Medalhistas
| Ouro               | Prata                       | Bronze                 |
| Ayako Kimura (JPN) | Anastassiya Soprunova (KAZ) | Jayapal Hemasree (IND) |

## Cronograma
Todos os horários são locais (UTC+5:30).
| Data       | Hora  | Evento  |
| ---------- | ----- | ------- |
| 4 de julho | 9:55  | Bateria |
| 5 de julho | 18:45 | Final   |

## Resultados

### Bateria
Qualificação: 3 atletas de cada bateria  (Q) mais os  2 melhores qualificados (q). 
| Posição | Bateria | Atleta                | Nacionalidade | Tempo | Notas |
| ------- | ------- | --------------------- | ------------- | ----- | ----- |
| 1       | 1       | Anastassiya Soprunova | Cazaquistão   | 13.47 | Q     |
| 2       | 2       | Hitomi Shimura        | Japão         | 13.60 | Q     |
| 3       | 1       | Ayako Kimura          | Japão         | 13.61 | Q     |
| 4       | 1       | Wang Dou              | China         | 13.71 | Q     |
| 4       | 2       | Anastassiya Pilipenko | Cazaquistão   | 13.71 | Q     |
| 6       | 1       | Gayathri Govindaraj   | Índia         | 13.78 | q     |
| 7       | 2       | Jayapal Hemasree      | Índia         | 14.07 | Q     |
| 8       | 2       | Emilia Nova           | Indonésia     | 14.67 | q     |
| 9       | 1       | Maria Maratab         | Paquistão     | 15.68 |       |
| 10      | 2       | Keshari Chaudhari     | Nepal         | 17.61 |       |

### Final
A final da prova ocorreu dia 5 de julho às 18:45.
| Posição           | Atleta                | Nacionalidade | Tempo | Notas |
| ----------------- | --------------------- | ------------- | ----- | ----- |
| Medalha de ouro   | Ayako Kimura          | Japão         | 13.25 |       |
| Medalha de prata  | Anastassiya Soprunova | Cazaquistão   | 13.44 |       |
| Medalha de bronze | Jayapal Hemasree      | Índia         | 14.01 |       |
| 4                 | Gayathri Govindaraj   | Índia         | 14.07 |       |
| 5                 | Anastassiya Pilipenko | Cazaquistão   | DSQ   |       |
| 5                 | Hitomi Shimura        | Japão         | DSQ   |       |
| 6                 | Wang Dou              | China         | DNF   |       |
| 7                 | Emilia Nova           | Indonésia     | DNS   |       |

Legenda
| Recorde mundial       | Recorde mundial (World record)               |                       | Recorde africano                      | Recorde africano (African) |                                           | Q | Classificado por posição (Qualified) |
| Recorde do campeonato | Recorde do campeonato (Championship record)  | Recorde da América    | Recorde da América (Americas)         | q                          | Classificado por melhor tempo (Qualified) |   |                                      |
| Melhor marca do ano   | Melhor marca do ano (World leading)          | Recorde asiático      | Recorde asiático (Asian)              | DNS                        | Não largou (Did not start)                |   |                                      |
| Recorde nacional      | Recorde nacional (National record)           | Recorde europeu       | Recorde europeu (European)            | DNF                        | Não terminou (Did not finish)             |   |                                      |
| Recorde pessoal       | Recorde pessoal do atleta (Personal best)    | Recorde da Oceania    | Recorde da Oceania (Oceania)          | DSQ / DQ                   | Desclassificado (Disqualified)            |   |                                      |
| Recorde da temporada  | Recorde da temporada do atleta (Season best) | Recorde sul-americano | Recorde sul-americano (South America) | NM                         | Sem marca (No mark)                       |   |                                      |